# Veliki Miletinac
Veliki Miletinac je naselje u Republici Hrvatskoj, u sastavu općine Đulovac, Bjelovarsko-bilogorska županija.

## Domovinski rat
Četnici i srpska vojska upadaju u selo Veliki Miletinac 23. rujna 1991. godine. Opkoljavaju kuće Hrvata i pucaju po njima, pri čemu ubijaju troje civila od kojih je jedna žena. Dvoje mještana odvode u zatvor u Đulovac gdje ih pet dana muče. Pobunjeni Srbi 1. studenoga 1991. odvode jednog mještanina te ga ubijaju.

## Stanovništvo
Prema popisu stanovništva iz 2001. godine, naselje je imalo 57 stanovnika te 16 obiteljskih kućanstava.
| broj stanovnika |       |       |       |       |       | 226   | 257   | 319   | 214   | 211   | 183   | 151   | 84    | 99    | 57    | 59    | 50    |
|                 | 1857. | 1869. | 1880. | 1890. | 1900. | 1910. | 1921. | 1931. | 1948. | 1953. | 1961. | 1971. | 1981. | 1991. | 2001. | 2011. | 2021. |